# Шеро, Антуан
Антуан Шеро (фр. Antoine Chéreau; 12 декабря 1776, Париж — 24 мая 1848, Париж) — французский учёный-химик и фармацевт.
Жил в Париже. Был учеником Дешале, которого затем сменил на его научной должности. Работал преимущественно в области фармакологии — над составлением методической номенклатуры простых и сложных медикаментов, что позволило ему стать членом Академии медицины с момента её основания в 1821 году; создал 11 новых лекарств, исследовал воздействие на человека эликсиров, болеутоляющих средств, опиума и других веществ, также занимался изучением криптограмм.
В 1825 году он опубликовал в Париже совместно с Дешале свою первую значительную работу — «Essai sur les cryptogames utile», хотя первой его публикацией была «Repertoire du Pharmacien»1812 года.
В «Journal de pharmacie et chimie» Шеро опубликовал следующие свои работы: «Nomenclature pharmaceutique, avec tableaux, synonymie ancienne et moderne» (1822, том VIII), «Extraits pharmaceutiques» (том IX); «Elexirs parégoriques» (том IX и X); «Esculine» (том XI); «Opium de Perse» (том XI); «Roses Officinales» (том XII), «Antidotaire de Nicolas» (том XV), «Liparol et dérivés» (том XVIII), «Jardin des apothicaires» (том XVIII), «Travaux italiens» (том XVIII), «Histoire de la pharmacie en France» (том XIX) и другие статьи.